# 薩克亞金溪
薩克亞金溪（賽考利克泰雅語：、泰雅語：:58、馬基那吉Mknazi流域群泰雅語：:154），漢語意譯泰雅語為白石溪，為台灣北部淡水河水系上游大漢溪的源流之一，位於新竹縣尖石鄉境內。發源於大霸尖山北側的中霸尖山北坡，朝向北流以左股匯入與大漢溪的最遠源流泰岡溪（其最高源流塔克金溪）在秀巒匯流（舊漢語音譯「透巒」，又稱「控溪」），匯流後稱為馬里闊丸溪（又譯馬里光，現漢名玉峰溪）（pp. 122,129-135），成為大漢溪的直接源流。中霸尖山往西北分出連接伊澤山、境界山的支脈在薩克亞金溪西側，為與馬達拉溪（大安溪水系）的分水嶺，也為新竹縣、苗栗縣的分界線。
白石溪下游有霞喀羅國家步道，係沿著昔日霞喀羅警備道路與薩克亞金警備道路而設，可連接位於五峰鄉境內的霞喀羅溪流域。